# Niemiecki kuc wierzchowy

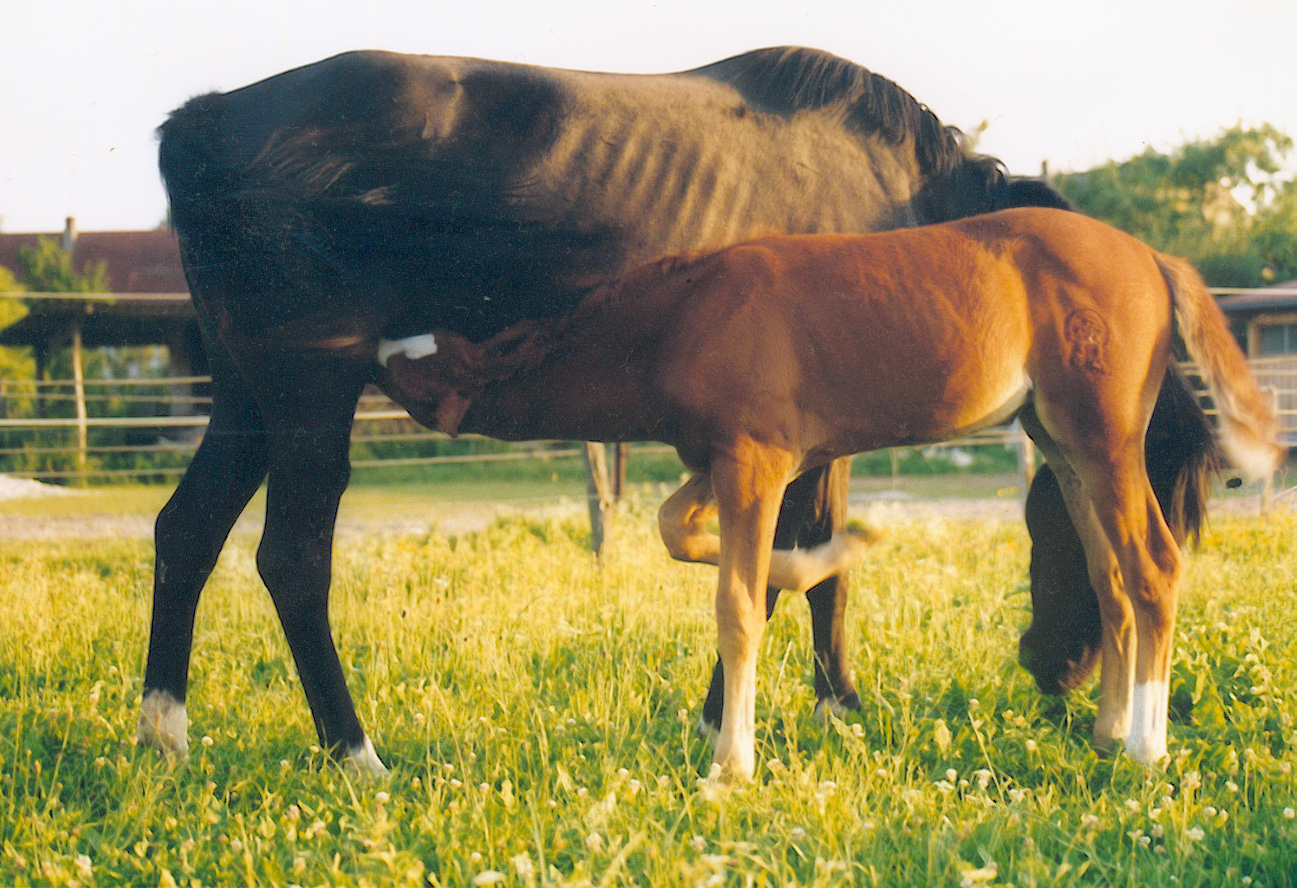
Klacz ze źrebakiem

Niemiecki kuc wierzchowy (niem. Deutsches Reitpony, DRP) – rasa konia domowego z grupy kuców.

## Historia, pochodzenie
Rasa została wyhodowana w Niemczech w latach 20. XX wieku.

## Budowa,pokrój,eksterier
Kuc proporcjami przypominający dużego konia gorącokrwistego. Wysokość od 130 do 148 cm. Dopuszcza się wszystkie rodzaje umaszczenia (rzadko spotykane srokate).

## Użytkowość
Kuc ma zdolności do skoków przez przeszkody, stosowany jest do rajdów długodystansowych.